# Vanishing Point (Band)
Vanishing Point (englisch für „Fluchtpunkt“) ist eine australische Power- und Progressive-Metal-Band aus Melbourne, die Anfang der 1990er Jahre unter dem Namen Eye gegründet wurde.

## Geschichte
Die Band wurde Anfang der 1990er Jahre von Gitarrist Tommy Vucur, Schlagzeuger Jack Lukic und Bassist Joe Del Mastro unter dem Namen Eye gegründet. Sänger Silvio Massaro und Keyboarder Pep Sammartino kamen Mitte der 1990er Jahre hinzu und die Band änderte ihren Namen in Vanishing Point um. Kurz darauf kam Andrew Whitehead als zweiter Gitarrist zur Band. Die Gruppe begann die Arbeiten zu ihrem ersten Album und nahm In Thought im Jahr 1996 auf. Das Album erschien 1997 europaweit beim deutschen Label Angular Records, wo später u. a. auch Künstler wie Lana Lane, Sylvan oder Max Pie veröffentlichen sollten. Im Folgejahr erschien eine Wiederveröffentlichung in Australien bei Metal Warriors Records. Auf dem Album war ein Bonuslied namens Inner Peace enthalten. In dem Lied war der neue Gitarrist Chris Porcianko, der inzwischen Andrew Whitehead ersetzt hatte, zu hören. Im Jahr 1999 trat die Band als Vorgruppe für Yngwie Malmsteen auf, bevor Keyboarder Pep Sammartino die Band verließ und durch Danny Olding ersetzt wurde. Im Jahr 2000 folgte ein Auftritt auf dem Wacken Open Air. Später im selben Jahr erschien das zweite Album Tangled in Dream in Australien bei Metal Warriors Records und international bei Limb Music. Gegen Ende 2001 folgte eine Tour durch Europa zusammen mit Gamma Ray und Sonata Arctica, wobei Olding auch Keyboard für Gamma Ray spielte. Im Jahr 2002 kehrte die Band zurück nach Australien und hielt eine Tour zusammen mit Edguy. Kurz nachdem die Tour beendet war, verließ Olding die Band. Im Jahr 2003 arbeitete die Band an einem weiteren neuen Album und trat kaum noch live auf. Im selben Jahr kam Leonard Kopilas als neuer Keyboarder zur Besetzung. Da die Band jedoch in Streitigkeiten mit Metal Warriors geriet, kam die Aktivität der Band zunächst zum Erliegen.
Im Jahr 2005 trat die Band erstmals wieder live auf und spielte zum zweiten Mal auf dem australischen Metal for the Brain. Dem Festival folgte ein Auftritt mit Nightwish. Das neue Album Embrace the Silence wurde Mitte des Jahres international bei Dockyard 1 veröffentlicht. In Australien erschien das Album bei Riot! Records. Gegen Ende des Jahres gab Joe Del Mastro seinen Ausstieg bekannt und wurde durch Steve Cox ersetzt. Während des Jahres 2006 spielte die Band Konzerte zusammen mit Black Label Society und Gamma Ray. Am 7. Dezember verließ Jack Lukic die Band, dem 22 Tage später Cox folgte. Als neuer Bassist stieß Adrian Alimic zur Band, Christian Nativo übernahm den Posten des Schlagzeugers und Jake Lowe besetzte den Posten des Keyboarders. Im Mai 2007 folgten Konzerte mit DragonForce in Australien und Neuseeland. Das nächste Album The Fourth Season erschien am 24. August 2007 bei Dockyard 1. Im Februar 2008 spielte die Band Auftritte mit Iron Maiden mit einem Auftritt in Perth und zwei Konzerten in Melbourne. Im selben Monat spielte die Band außerdem Auftritte mit Black Majesty und Helloween. Im Juli trat die Gruppe als Vorband für Joe Satriani bei zwei Konzerten in Melbourne auf. Ende September spielte die Band Auftritte in Europa mit Sonata Arctica und Pagan’s Mind. Während der Tour arbeitete die Band an dem Folgealbum. Nachdem die Gruppe nach Australien zurückgekehrt war, arbeitete die Band weiter an dem neuen Album, was die Band im Jahr 2009 fortsetzte. Im Jahr 2010 verließen Tommy Vucur, Adrian Alimic und Jake Lowe die Band. Im Jahr 2011 kamen Bassist Simon Best und Gitarrist Scott Griffith zur Band und die Arbeiten zum Album wurden im Februar fortgesetzt. Später verließ Scott Griffith die Band wieder. Ende Mai 2012 kam James Maier als neuer zweiter Gitarrist zur Band. Gegen Ende Juni war das Album fast fertiggestellt, sodass die Band eine Veröffentlichung für Ende 2012 plante.

## Stil
Die Band spielt progressiven Power Metal und kann mit Dream Theater und den neueren Werken von Savatage verglichen werden.

## Diskografie
- 1997: In Thought (Album, Angular Records)
- 2000: Tangled in Dream (Album, Metal Warriors Records (Australien), Limb Music (international))
- 2005: Embrace the Silence (Album, Riot! Records (Australien), Dockyard 1 (international))
- 2007: The Fourth Season (Album, Dockyard 1)
- 2014: Distant Is the Sun (Album, AFM Records)
- 2020: Dead Elysium (Album, AFM Records)